# Šahr-e zibā
Šahr-e zibā è un film del 2004 scritto e diretto da Asghar Farhadi.

## Trama
Akbar è rinchiuso in un centro di detenzione da quando è stato condannato a morte per omicidio a 16 anni. Raggiunta la maggiore età necessaria affinché la condanna possa essere eseguita, viene trasferito in prigione in attesa del giorno della sua esecuzione, ma il suo migliore amico si muove per salvarlo.